# Andrée Grandjean
Andrée Grandjean, née le 29 juin 1910 à Schaerbeek et morte le 29 novembre 1999 à Uccle, est une avocate et résistante belge.

## Biographie

### Les premières années
Andrée Elvire Jeanne Grandjean est née le 29 juin 1910 à Schaerbeek, dans une famille libérale. Son père, Arthur Marie Grandjean, est haut fonctionnaire de la Société publique des chemins de fer, la SNCB, et sa mère, Berthe Marie Constance Springael, née à Gand, une enseignante et féministe active.
Andrée Grandjean fait des études de droit à l'Université libre de Bruxelles, où elle obtient son diplôme en 1933 et s'inscrit à l'Ordre des avocats.
Elle travaille dans le cabinet du ministre Eugène Soudan, membre du Parti ouvrier belge (POB). Elle y rencontre l'avocat communiste Robert Lejour, responsable au Secours rouge international (SRI).
Elle épouse un ressortissant polonais, Kowalski. Le couple se sépare en 1940 et elle se remarie plus tard avec Max Cosyns (1906-1998), physicien nucléaire, assistant du Professeur Auguste Piccard (premiers vols en ballon stratosphérique et plongées profondes en bathyscaphe), et spéléologue.

### La résistance
Andrée Grandjean participe elle aussi à des activités du Secours rouge international et visite notamment, en 1938, des prisonniers politiques incarcérés à la prison de Moabit à Berlin avec son amie d'université, Antonina Grégoire.
Avec l'invasion de la Belgique en 1940, elle fuit vers la France avec plusieurs proches d'Eugène Soudan, puis revient en Belgique. Elle se sépare alors de son mari, resté en France.
Elle commence ensuite à assister à des réunions avec des avocats et des juges réunis autour de Jean Fonteyne. Ce réseau lui sera d'une grande aide lors de ses actions de résistance.
À partir d'octobre 1941, elle est membre du comité de rédaction du magazine clandestin Justice Libre.
Sa maison de campagne dans le Brabant wallon sert de lieu de rencontre pour le couple formé par Antonina Grégoire et l’avocat Jean Bastien, déjà clandestins.

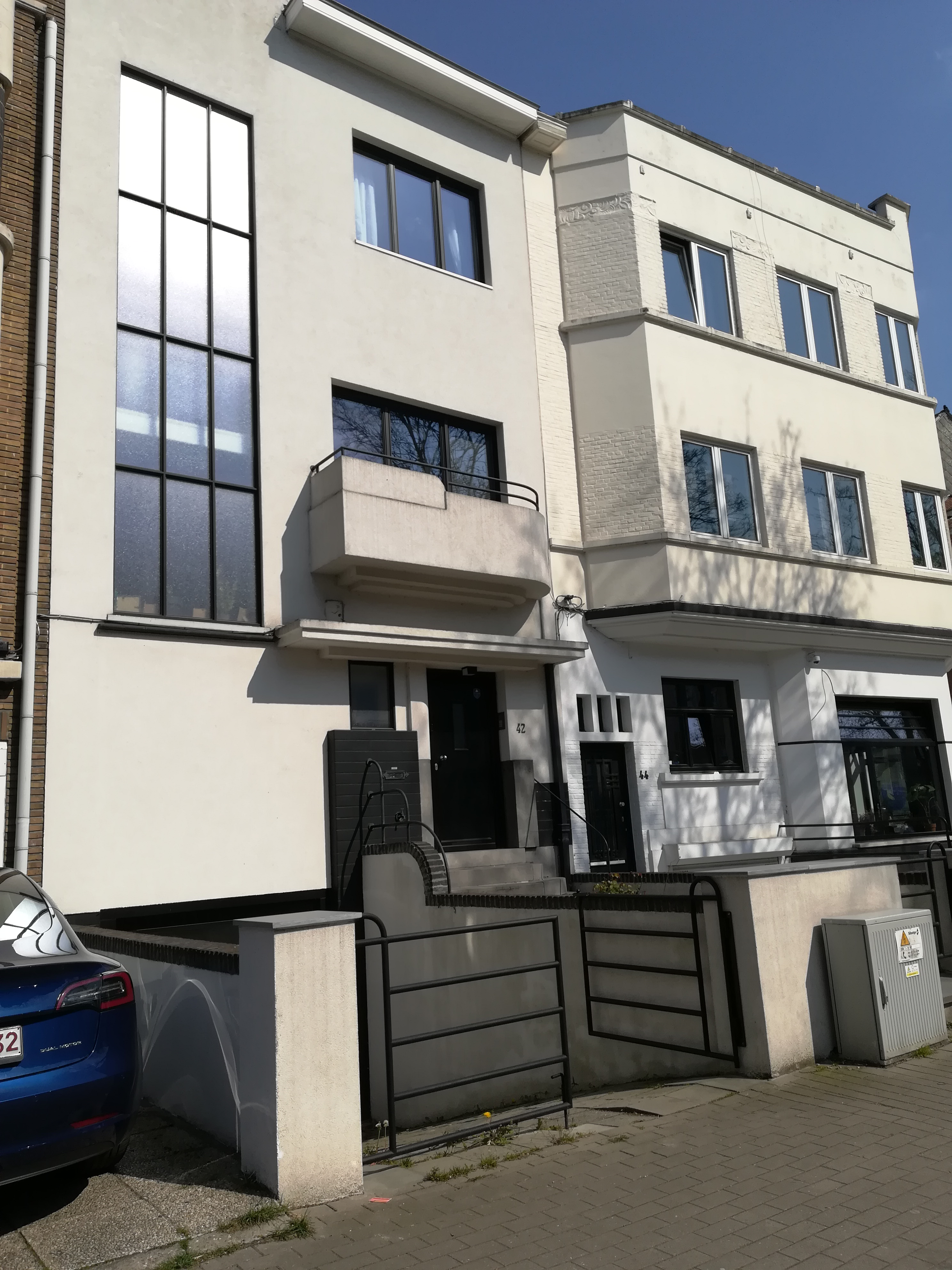
Maison d'Andrée Grandjean, avenue Coghen à Uccle.

En 1942, elle échappe à des policiers allemands venus l’arrêter à son domicile avenue Coghen, fait détruire des papiers compromettants cachés dans sa maison de campagne, par l’avocat général Adrien van den Branden de Reeth. Jusqu’alors distributrice du journal clandestin Justice libre au Palais, elle est chargée en juin 1942 de trouver un nouvel imprimeur pour le journal et se cache quelques mois à Anvers. Comme elle n'a plus de ressources financières, elle retourne à son domicile, brise les scellés et récupère les économies qu'elle y a cachées.
À son retour à Bruxelles, toujours dans la clandestinité, elle adhère au Parti communiste. Elle est toujours responsable de Justice libre qui est maintenant imprimé sur une ronéo.
En juillet 1943, les services de police allemands intensifient leur chasse aux communistes, de nombreuses arrestations ont lieu. Andrée Grandjean est alors intégrée à la direction régionale du Brabant wallon du Front de l'indépendance, avec Paul Libois, René Noël et Adrien van den Branden de Reeth, sous le nom de Françoise Bontemps. Responsable de l’organisation, elle s’occupe particulièrement des intellectuels, du Palais et des fonctionnaires et assure l’aide aux réfractaires . Elle édite également les journaux clandestins Front, Libération, L'Élastique et L'Enseignement libre.

#### Le Faux Soir
À l'initiative de Marc Aubrion, le Front de l'indépendance entreprend de réaliser un journal pastichant le quotidien Le Soir, confisqué par les nazis durant l'occupation et surnommé Le Soir volé. Les rédacteurs de ce Faux Soir sont Fernand Demany, ancien rédacteur du Soir et secrétaire national du Front de l'Indépendance, Adrien van den Branden de Reeth et Pierre Ansiaux, avocat libéral. Andrée Grandjean obtient de l’entrepreneur Alfred Fourcroy, également responsable d’un réseau d’évasion de pilotes alliés, 50 000 francs belges pour assumer les frais d’impression. Les journaux sont distribués le 9 novembre 1943 dans une série de kiosques très fréquentés. Le pastiche est très réussi et peut facilement passer pour l'original. Le canular fait beaucoup rire en Belgique, certains articles sont traduits par la presse anglaise et il inspire des actions en France. Malheureusement la riposte est sévère et plusieurs personnes impliquées dans le projet sont arrêtées: Ferdinand Wellens, l’imprimeur, Jean Plas, qui a confectionné de fausses bandelettes et Théo Mullier, l'employé du Soir qui a fourni l'empreinte du titre, ne survivent pas à leur déportation.

### L'après-guerre
Après la guerre, elle ne reprend pas immédiatement son travail d'avocate, pour des raisons de santé. Mais elle plaide cependant certains dossiers comme celui du dénonciateur de Jean Hansen, un étudiant résistant fusillé par l’occupant, dont elle obtient la condamnation à mort devant le Conseil de guerre de Liège. Elle reprend son activité à la fin des années 1940 et plaide notamment dans la catastrophe minière du Bois du Cazier, à Marcinelle.
Elle assure pendant deux ans le secrétariat de la Commission d’enquête des secrétaires généraux. Parallèlement, elle assume différentes responsabilités au sein du Parti communiste. Élue au comité fédéral de Bruxelles, elle est responsable des intellectuels et, en 1946, s’investit également dans Renaissance judiciaire qui a succédé à Justice libre. Elle poursuivra cette activité au sein de l’Association des juristes démocrates.Elle est présidente de l'association féministe ASBL Foyer de la Femme - Vrouwen Haard Avondsterre fondée par sa mère à Gand.
En 1951, alors que le Front de l’indépendance connaît des remous, elle accepte de figurer au Secrétariat national dans l’équipe de compromis élue au Xe Congrès de cette organisation.

### Le Pays basque
En 1970, elle se retire à Licq-Athérey, une petite commune du Pays basque, avec son mari Max Cosyns qui y passe déjà beaucoup de temps depuis 1954 et y possède une ferme.

### Les dernières années
Dans sa vieillesse, elle retourne en Belgique avec son mari. Max Cosyns décède le 30 mars 1998 et Andrée Grandjean le 29 novembre 1999.
Le Centre des archives communistes de Belgique conserve des documents biographiques relatifs à Andrée Grandjean, dans le fonds Jean Fonteyne.

## Distinctions
- Chevalier de l'ordre de la Couronne[3]

- Croix de Guerre 1940-1945 avec palmes[3]

- 1971 : Capitaine de la Résistance par les Milices patriotiques[3].

Elle a également reçu plusieurs autres distinctions en Belgique et en Angleterre.